# Jun Ichikawa
Jun Ichikawa (jap. 市川 準, Ichikawa Jun; * 25. November 1948 in Fuchū, Präfektur Tokio; † 19. September 2008 ebenda) war ein japanischer Filmregisseur und Drehbuchautor.
Ichikawa kündigte 1981 seine Arbeit und begann sehr erfolgreich als Regisseur für Werbespots. Mit Die Geishaschülerin konnte er 1987 seine erste Regiearbeit im Filmbereich vorlegen und wurde von Kritikern dafür gelobt. In den folgenden Jahren etablierte er sich in der japanischen Filmszene als unkonventioneller Regisseur und wurde mit einigen Preisen ausgezeichnet. So gewann er 1991 für den Film Tsugumi, eine Verfilmung des gleichnamigen Romans von Banana Yoshimoto, den Regiepreis beim Mainichi-Filmwettbewerb. Dieselbe Auszeichnung erhielt er 1994 erneut, diesmal für den Film Byōin de Shinu to Iukoto.
Seine Filmdramen ab den 1990er Jahren wurden mit den Werken Yasujirō Ozus verglichen, der Ichikawa stark beeinflusste. Mit Tōkyō Kyōdai drehte er 1995 eine Hommage an Ozu.
Sein Film Tokiwa-sō no Seishun handelt vom Alltag einiger Manga-Zeichner (darunter Fujio Akatsuka und Shōtarō Ishinomori) in der berühmten Tokiwa-sō-Wohnung. Zu seinen wichtigsten Werken gehört auch das international vielbeachtete Tony Takitani nach einem Drehbuch von Haruki Murakami. Für diesen Film gewann Ichikawa 2004 den FIPRESCI-Preis und den Spezialpreis der Jury bei dem Internationalen Filmfestival von Locarno.

## Filmographie (Auswahl)
- 1987: Die Geishaschülerin (BU·SU)
- 1988: Kaisha Monogatari (会社物語)
- 1989: No Life King (ノーライフキング)
- 1990: Tsugumi (つぐみ)
- 1991: Go Aisatsu (ご挨拶)
- 1993: Byōin de Shinu to Iukoto (病院で死ぬということ)
- 1993: Crepe (クレープ)
- 1995: Tōkyō Kyōdai (東京兄妹)
- 1996: Tokiwa-sō no Seishun (トキワ荘の青春)
- 1997: Tōkyō Yakyoku (東京夜曲)
- 1998: Tadon to Chikuwa (たどんとちくわ)
- 1999: Ōsaka Monogatari (大阪物語)
- 2000: Zawa-zawa Shimokita-sawa (ざわざわ下北沢)
- 2001: Tōkyō Marigold (東京マリーゴールド)
- 2002: Ryōma no Tsuma to sono Otto to Aijin (竜馬の妻とその夫と愛人)
- 2004: Tony Takitani (トニー滝谷, Tonī Takitani)
- 2007: Ashita no watashi no tsukurikata (あしたの私のつくり方)